# Hương Trà, Trà Bồng
Hương Trà là một xã thuộc huyện Trà Bồng, tỉnh Quảng Ngãi, Việt Nam.

## Địa lý
Xã Hương Trà nằm ở trung tâm huyện Trà Bồng, có vị trí địa lý:
- Phía đông giáp xã Trà Tân
- Phía tây giáp xã Trà Phong
- Phía nam giáp xã Trà Bùi và xã Trà Tây
- Phía bắc giáp xã Trà Lâm và xã Trà Sơn.

Xã Hương Trà có diện tích 49,44 km², dân số năm 2019 là 4.226 người, mật độ dân số đạt 85 người/km².

## Lịch sử
Địa bàn xã Hương Trà hiện nay trước đây vốn là hai xã Trà Lãnh và Trà Nham thuộc huyện Trà Bồng.
Ngày 1 tháng 12 năm 2003, Chính phủ ban hành Nghị định số 145/2003/NĐ-CP. Theo đó, tách 9 xã phía tây huyện Trà Bồng để thành lập huyện Tây Trà, các xã Trà Lãnh và Trà Nham thuộc huyện Tây Trà.
Trước khi sáp nhập, xã Trà Nham có diện tích 21,32 km², dân số là 2.132 người, mật độ dân số đạt 100 người/km². Xã Trà Lãnh có diện tích 28,12 km², dân số là 2.094 người, mật độ dân số đạt 74 người/km².
Ngày 10 tháng 1 năm 2020, Ủy ban Thường vụ Quốc hội ban hành Nghị quyết số 867/NQ-UBTVQH14 về việc sắp xếp các đơn vị hành chính cấp huyện, cấp xã thuộc tỉnh Quảng Ngãi (nghị quyết có hiệu lực từ ngày 1 tháng 2 năm 2020). Theo đó, sáp nhập toàn bộ diện tích và dân số của huyện Tây Trà trở lại huyện Trà Bồng. Đồng thời, sáp nhập toàn bộ diện tích và dân số của hai xã Trà Lãnh và Trà Nham thành xã Hương Trà thuộc huyện Trà Bồng.